# Trabzon
Trabzon (historisk kendt som Trebizond) er en by i det nordøstlige Tyrkiet på Sortehavets kyst og hovedstad i provinsen af samme navn. Byen har omkring 824.352(2023) indbyggere.
Byen lå på Silkevejen, og blev derfor en smeltedigel for forskellige religioner, sprog og kulturer i århundreder samt en handelsvej til Persien i sydøst og Kaukasien i nordøst. I middelalderen besøgte købmænd fra Venedig og Genova ofte byen og handlede med silke, linned og uld; Republikken Genova havde endda en vigtig handelskoloni i byen kaldet Leonkastron. Trabzon spillede en rolle i flere nationer i byens lange historie, blandt andet som hovedstad i det Kongeriget Trabzon fra 1204 til 1461.

## Navn
Det tyrkiske navn for byen er Trabzon. Byen er historisk kendt (på engelsk) under navnet Trebizond. Det første registrerede navn for byen er det oldgræske Τραπεζοῦς (Trapezous). På latin kaldes byen Trapzeus, som er en latinisering af det oldgræske navn.

## Historie

### Jernalderen og Antikken
Før byen blev grundlagt som en oldgræsk koloni, var området domineret af kaukasiske og anatolske stammer. Der er fundet spor efter en hittittisk bosættelse syd for Trabzon. Ifølge græske kilder blev byen grundlagt i Antikken i 756 f.v.t. af handlere fra Milet. Byen var en af en række miletiske emporia (handelskolonier) langs Sortehavskysten. Som de fleste andre oldgræske kolonier, var byen en lille enklave af græsk liv og kultur, og derfor ikke et empire i sig selv. Kyros den Store indlemmede byen i det Achæmenidiske Rige, og var muligvis den første hersker der konsoliderede den østlige Sortehavsregion til en samlet, politisk enhed, et satrap. Sidenhen blev byen erobret af Alexander den Store, men bevarede som følge af den den politiske og militære ustabile situation i området relativ stor selvbestemmelse, og hørte senere ind under Kongeriget Pontus.
Trabzon blev annekteret af Romerriget omkring år 0 og hørte herefter under provinsen Galatien. Byen opnåede status som en fri by med særlige rettigheder, blandt andet til at trykke egne mønter. Under den romerske kejser Vespasian (år 69-79 e.v.t.) blev nye veje mellem Persien og Mesopotamien anlagt. Kejser Hadrian igangsatte forbedringer af Trabzon for at give byen en mere struktureret havn. Hadrian besøgte selv byen i år 129, da han skulle inspicere den østlige grænse (limes).
I 257 blev byen plyndret af goterne, og i 258 plyndret af perserne, genvandt byen sig ikke hurtigt, selvom Trabzon efter goternes plyndring blev genopbygget. Kun under kejser Diocletian findes der inskriptioner, der bevidner et forsøg på restaurering af byen; den romerske historiker Ammianus Macellinus kunne kun berette at Trabzon "ikke var en obskur by."
I det tredje århundrede, under Diocletian, kom kristendommen til byen. Martyren Eugenius havde smadret statuen af Mithras, og efter sin død blev Eugenius skytshelgen for byen. De tidlige kristne flygtede til de pontiske bjerge syd for byen, hvor de etablerede Vazelon-klosteret i 270 og senere Sumela-klosteret i 386. Så tidligt som ved det Første koncil i Nikæa (325) fik Trabzon sit eget bispesæde.

### Den byzantinske periode
Trabzon var en vigtig base for den byzantinske kejser Justinian 1. (regerede 527-565) under kejserens persiske krige. På et tidspunkt før det 7. århundrede blev byens universitet (Pandidakterion) genetableret med et quadrivium curriculum. Universitetet tilrak ikke bare studerende fra Byzantium, men også fra Armenien.
Byen generhvervede sin betydning i det 8.- til det 10. århundrede, da handelsvejen igen blev af betydning. Muslimske historikere anførte, at Trabzon blev besøgt af muslimske købmænd og benyttede byen til at sende byzantinsk silke ind i de østlige muslimske lande. Også de italienske maritime republikker (som Venedig og Genova) benyttede sig af Trabzon som en vigtig havn for handel mellem Europa og Asien. Nogle af Silkevejens karavaner, med varer fra Asien, stoppede ved byens havn og solgte varer til europæiske købmænd, der sendte dem tilbage til havnebyer i Europa med skib. Handelen generede en indtægt til staten i form af kommerkiaroi (told) fra de solgte varer. Grækerne beskyttede de maritime og landbaserede handelsruter med et bredt netværk af forte.
Efter det byzantinske nederlag ved slaget ved Manzikert i 1071, kom Trabzon under seldsjukkisk herredømme, som dog var ganske kortvarig, da den professionelle soldat og lokale aristokrat Theodore Gabras overtog magten i byen og regerede her som konge. Gabras blev myrdet af tyrkerne i 1098, men herefter fortsatte nogle af hans familiemedlemmer med at regere over byen i et århundrede frem.

### Kongeriget Trabzon
Efter en geogiansk ekspedition i regionen Chaldia under Alexios Komnenons' kommando, blev det Trabzonske Kongerige grundlagt blot få uger inden plyndringen af Konstantinobel i 1204. Kongeriget befandt sig i det øverste nordøstlige hjørne af Anatolien, og regenterne af kongeriget blev ikke anerkendt af flere byzantinske historikere.
Geografisk besad Kongeriget Trabzon ikke meget land; kun en smal kyststrækning ved Sortehavet og ikke længere end til de pontiske bjerge. På trods af sin geografiske størrelse opnåede byen stor rigdom på grund af skatterne handelen mellem Persien og Europa via Sortehavet. Da mongolerne belejrede Bagdad i 1258 blev flere handelskaravaner dirigeret mod byen. For at sikre Sortehavshandlen købe genovanske købmænd befæstningen "Leonkastron" vest for Trabzons vinterhavn i år 1306.
En af de mest berømte mennesker, der besøgte byen i denne periode, var Marco Polo, der sluttede den landfaste del af sin tilbagerejse ved Trabzons havn. Herfra sejlede han hjem til sin hjemby Venedig.
Sammen med de persiske varer bragte de italienske handelsmænd historier om byen til Vesteuropa. Trabzon spillede en mytisk rolle i europæisk litteratur i den sene middelalder og Renæssance. De legendariske historier om byen - og om området Pontus i det hele taget - påvirkede malerier, teaterstykker og operaer i Vesteuropa de følgende århundreder.
Byen spillede også en rolle i den tidlige Renæssance. Med den vestlige overtagelse af Konstantinobel blev Trabzons politiske selvstændighed formaliseret, hvilket fik byzantinske intellektuelle til at søge tilflugt i byen. Især Alexios 2. af Trebizond og hans barnebarn Alexios 4. understøttede kunsten og videnskabens opblomstring.
Efter en omfattende brand i byen i 1310 blev universitet genopbygget. Som en del af genopbygningen åbnede Gregory Choniades et nyt akademi for astronomi, som kom til at huse det bedste observatorium uden for Persien. Choniades bragte med sig værker af Shams al-Din al-Bukhari, Nasir al-Din al-Tusi og Abd al-Rahman al-Khazini fra Tabriz, som han oversætte til græsk. Choniades' observatorie blev kendt for sin præcision af forudsigelser af solformørkelser.
Den Sorte Død ankom til byen sent i 1346, sandsynligvis via Kaffa. På det tidspunkt var det lokale aristokrati optaget af en borgerkrig i området. I 1453 blev Konstantinopel erobret af den osmanniske sultan Mehmed 2. Otte år, i 1461, blev også Trabzon erobret.
Den demografiske arv i byen overlede i flere århundrede efter den osmanniske erobring i 1461, da en substantiel andel af Græsk-Ortodokse kristne fortsatte med at bo i byen under osmannisk styre frem til 1923, da indbyggerne blev deporteret til Grækenland. I forhold til tidligere oldgræske byer i Tyrkiet, er store dele af den Græsk-Byzantinske arkitektur velbevaret.

### Under osmannisk styre
Den sidste kejser af Trabzon, David, overgav byen til den osmanniske Sultan Mehmed 2. i 1461. Efter erobringen af byen sendte Mehmed 2. mange tyrkiske bosættere til området, men mange af de gamle etnisk græsk, armenske og laz-samfund forblev. Ifølge osmanniske skatteoptegnelser (tahrir defterleri) var antallet af voksne mænd i byen 1.473 i år 1523. Ca. 85 % af dem (1.252) var kristne og 15% var muslimer - dog var en stor del af de lokale kristne omvendt til Islam ved slutningen af 17. århundrede.
Trabzon var hovedstad i det osmanniske Trebizond Ejalet (1598-1867) og senere det osmanniske Trebizond Provins (1867-1923) i det nordøstlige anatolien.
Byen havde en velhavende købmandsstand i den sene osmanniske periode, og den lokale kristne minoritet havde substantiel indflydelse på flere områder, herunder kultur, økonomi og politik. En række europæiske konsulater blev åbnet i byen, på grund af byens vigtige betydning for den regionale handel og økonomi. I den første halvdel af det 19. århundrede blev Trabzon endda den primære havn for persiske eksportvarer. Efter åbningen af Suez-kanalen faldt eksporten dog drastisk.
Trabzon oplevede ændringer i demografien i de sidste årtier af det 19. århundrede, da mange beboer i den brede region (primært kristne, men også nogle jøder og græsk eller tyrkisktalende muslimer) migrerede til Krimhalvøen og det sydlige Ukraine. Migranterne ledte efter frugtbar landbrugsjord eller arbejde i en af de voksende byer langs Sortehavets nordlige kyst. Blandt disse migranter var Bob Dylans bedsteforældre samt græske politikere og kunstnere. Samtidig ankom tusindvis af muslimske flygtninge til byen fra Kaukasien, især efter 1864 fra det, der blev kendt som det Cirkanske folkemord.
Udover Konstantinobel, Smyrna og Selanik var Trabzon en af de første byer, hvor vestlige kulturelle og teknologiske innovationer blev introduceret af Det Osmanniske Rige. I første halvdel af det 19. århundrede blev der åbnet hundredvis af skoler i regionen hvilket betød, at regionen havde den højeste fremgang af litterære i riget. I 1845 åbnede byens første posthus. Sidst i det 19. århundrede åbnede nye kirker og moskéer, såvel som det første teater, offentlige og private trykkerier, flere foto-studioer og baker. Et af de ældste fotografier af byens centrum er dateret til 1860'erne og afbilleder en af de sidste kamelkaravaner fra Persien.
Mellem 1.000-2.000 armenere menes at være myrdet i Trabzon af det osmanniske styre i 1895. Selvom dette tal er relativt lavt i forhold til andre osmanniske provinser, blev det armenske samfund i byen hårdt ramt. Prominente armenske indbyggere (blandt dem videnskabsmænd, musikere, fotografer og malere) valgte at migrere til Rusland eller Frankrig.

### Moderne tid
I 1901 blev havnen udstyret med kraner fra engelske Stothert and Pitt. I 1912 blev Operahuset Sümer åbnet på den centrale Meydan-plads. Byen mistede mange unge mandlige indbyggere i Slaget ved Sarikamish i vinteren 1914-1915. Kystregionen og det osmannisk-russiske grænseområde var et scenen for store sag mellem osmanniske og russiske hære ved Kampene i Kaukasus. I 1915 bombarderede russiske kampskibe Trabzon, og kostede 1.300 menneskeliv.
I juli 1915 blev det meste af den mandlige, armenske befolkning beordret ud af byen. I frem konvojer blev de først i arbejdslejre ved minerne i Gümüşhane. Efter det Armenske Folkedrab var Trabzon også placeringen af de efterfølgende retssager. Her kom det blandt andet frem, at armenere var blevet druknet i det Sorte Hav.
Det osmanniske styre forså tabet af Trabzon, og overlod derfor byen under ledelse af den græsk-ortodokse biskop Chrysantos Philippidis, som lovede at beskytte den muslimske befolkning i byen. Osmanniske soldater fortrak sig fra byen den 15. april 1916, og byen var derfor erobret uden magt af russiske kræfter under kommando af Nikolaj Nikolajevitj af Rusland og Nikolai Yudenic. Mange muslimske indbyggere valgte at forlade byen af frygt for repressalier, på trods af at Philippidis (der var udråbt til borgmester) indlemmede dem i sin administration af byen. Den muslimske befolkning vendte dog tilbage til byen under den russiske besættelse, og borgmester Philippidis hjalp med at genopbygge de faciliteter, muslimerne havde tidliere. Under Den Russiske Revolution i 1917 gjorde de russiske soldater oprør, så de russiske styrker i sidste ende måtte forlade Trabzon og resten af det østlige og nordøstlige Anatolien.
Under den Tyrkiske Uafhængighedskrig gjorde de kristne Pontisk-Græske samfund oprør mod Mustafa Kemals nye hær (specielt i Bafra og Santa), men da oprørerne ankom til Trabzon-provinsen blev de ikke mødt med åbne arme af den lokale pontisk-græske befolkning. Den muslimske befolkning i byen huskede imidlertid den beskyttelse, de modtog, under græske Philippidis, og befolkningen protesterede derfor mod arrestationen af prominente kristne i byen. Trabzons indbyggere modstod efterfølgende Mustafa Kemali krigen, og forsøgte at løsrive sig fra det tyrkiske styre. Ved Lausanne-traktaten i 1923 blev Trabzon dog indlemmet i Tyrkiet igen. Befolkningsudvekslingen i 1923 mellem Grækenland og Tyrkiet betød at over 100.000 grækere fra Trabzon blev tvangsflyttet fra byen. Under uafhængighedskrigen var parlamentsmedlem i Trabzon, Ali Şükrü Bey, stor kritikker af det nye styre, og gennem sin avis Tan udtrykte Bey og hans kolleger sin kritik af Kemalis regerings vold mod den græske befolkning under udvekslingen. Bey blev myrdet af Topal Osman for sin kritik af styret.
Da 2. Verdenskrig satte ind, var skibsrederi begrænset, da Sortehavet var blevet en krigszone. Derfor kunne de vigtigste eksportvarer, hasselnød og tobak, ikke sælges til Europa, og levestandarden faldt. 
Efter 2. verdenskrig blev Trabzons havn atter udvidet, og søvejen blev igen vigtig for Trabzons økonomiske og erhvervsmæssige liv. Større handelssamarbejde med det centrale Anatolien har ledt til forøgelse af byen. Dog har udviklingen været langsom i forhold til det vestlige og sydvestlige Tyrkiet.
Trabzon er kendt i Tyrkiet for sine ansjoser kaldet hamsi, som ofte er hovedret på mange lokale restauranter. I dag er væsentlige eksportvarer fra Trabzon fortsat hasselnød, men også te er en substantiel del af eksporten.

## Geografi og klima

### Geografi
Trabzon-provinsen har et totalt areal på 4.685 kvadratkilometer og deler grænse med provinserne Rize, Giresun og Gümüşhane. De Pontiske Bjerge løber gennem provinsen.
Trabzon plejede at være et vigtigt referencepunkt for navigatører i Sortehavet under hårdt vejr. Det populære udtryk "perdere la Trebisonda" (engelsk: losing Trebizond) er stadig brugt i det italienske sprog til at beskrive situationer, hvor retningssansen svigter.
Trabzon har fire søer: Uzungöl, Çakırgöl, Sera og Halzdin. Der er flere åer og bække i regionen, men ingen floder.

### Klima
Trabzon-provinsen har det typiske klima i Sortehavsregionen med rigelig nedbør. Under Köppens klimaklassifikation et fugtigt, subtropisk klima. Sommerne er varme og fugtige, og den gennemsnitlige maximum-temperatur er omkring 26,7 °C i august. Vintrene er kolde og fugtige, og den laveste minimum-temperatur er 5 °C i januar.
Nedbør er kraftigst i efterår- og vintermånederne, og en klar reduktion i nedbør i sommermånederne. Havtemperaturen ved Trabzon er, som ved resten af Sortehavet, vekslende mellem ca. 8 °C  og 20 °C  henover året.